# 小泉進次郎
小泉 進次郎（こいずみ しんじろう、1981年〈昭和56年〉4月14日 - ）は、日本の政治家。自由民主党所属の衆議院議員（6期）、農林水産大臣（第72代）。自由民主党神奈川県支部連合会会長。
関東学院大学経済学部経営学科 、コロンビア大学大学院政治学を修了後、戦略国際問題研究所（CSIS）の研究員、小泉純一郎の私設秘書を経て、2009年（平成21年）の第45回衆議院議員総選挙に神奈川11区から出馬し、初当選。
環境大臣（第27・28代）、内閣府特命担当大臣（原子力防災）（菅義偉内閣）、気候変動担当大臣（菅義偉内閣）、内閣府大臣政務官兼復興大臣政務官（第2次安倍内閣）、衆議院安全保障委員長、自由民主党選挙対策委員長（第12代）、同青年局長、同農林部会長、同筆頭副幹事長、同厚生労働部会長、同国会対策副委員長を歴任した。

## 来歴

### 生い立ちから学生時代
小泉純一郎・佳代子の次男として神奈川県横須賀市に生まれた（現住所は同市三春町1丁目）。1歳の頃に両親が離婚し小泉家が引き取ったため、多忙な父に代わり、純一郎の実姉で同居する道子に育てられた。純一郎は道子と息子たちの関係（伯母と甥）を進次郎には伝えておらず、進次郎は中学2年生まで伯母とは知らされていなかったため、それまでは伯母・道子を実の母と信じていた。兄の孝太郎は伯母の存在を認識していたが、進次郎には伝えていなかった。中学生の進次郎は少なからずこの事実に驚いたが、2016年（平成28年）8月に道子が他界するまで実の母として大切にした。
1988年（昭和63年）に関東学院六浦小学校に入学して、大学卒業まで関東学院で過ごす。
関東学院六浦中学校、関東学院六浦高校ではスポーツ、特に野球に熱中した。当時の学校生活について「平日は朝練があるので1時間目から6時間目まで授業中に寝て体力温存。そして放課後の練習で全てを燃焼させました」と語っている。

### 高校卒業後
2001年（平成13年）4月26日、進次郎が20歳の時に父・純一郎が内閣総理大臣に任命される。
2004年（平成16年）3月、22歳の時に関東学院大学経済学部経営学科を卒業。その後、コロンビア大学大学院に入学のプロセスとしては「例外中の例外」と言われる「条件付き合格」し、条件である「TOEFLのスコアが600点に達するまでコロンビア大学内の語学講座で英語の授業を受ける」に従い1年ほど英語を学ぶことなるが、その選考過程における政治的背景が指摘されている。世界大学ランキングで東京大学を超える同大の入学では、通常、GPAでは3.8以上、TOEFLは600/677（英検一級レベル）以上という高水準が要求されるが、関東学院大学経済学部経営学科（当時の偏差値は49）での成績は平均的で、TOEFLの成績は基準を遥かに下回っていた。一般的にアメリカの大学院の審査基準は日本と異なり、点数よりも将来性が重視され、卒業生の活躍が大学の評価を高めるという考えがあり、総理大臣の息子であるという要素が影響した可能性が指摘されている。
2005年9月より知日派で、小泉純一郎と親交もあり、米国要人と太いパイプをもつジェラルド・カーティスに師事して修士課程をスタート。カーティスは日本政治研究者であると同時に中央情報局（CIA）の協力者として名前が上がっており、竹中平蔵が所長を務めるパソナ総合研究所のアドバイザリーボードに名を連ねている。
2006年（平成18年）に政治学で修士の学位を取得して、コロンビア大学大学院卒業後、ジャパンハンドラーとも呼ばれるリチャード・アーミテージがかつて理事を務めた米国陸軍・海軍直系の戦略国際問題研究所（CSIS）日本部の研究員となった。このCSISの日本部は職員と秘書合わせて5〜6人の狭き門で、通常は博士号を持ち、有力者からの推薦状が必須であるが、カーティスからの口利きを受けた小泉は修士号のみで容易に入所することができた。
CSIS在籍時の上司はブッシュ政権時のアメリカ国家安全保障会議（NSC）アジア上級部長のマイケル・グリーンで、小泉はCSIS在籍時にグリーンと共著で2本の論文を書いている。グリーンも、またジャパンハンドラーと呼ばれ、安倍晋三ら日本の有力政治家と人脈を築き、米国の国益と一致する方向に政策を誘導していると言われる。グリーンは米国留学経験のある議員とグループを作っており、その1人が小泉進次郎である。グリーンは2012年12月にアーミテージと共著で日本に対する政策提言集として通称「アーミテージ報告書」を発表し、一部は第2次安倍政権の政策として採用された。
小泉の政治姿勢はCSISでの経験を抜きに考えることはできない。 CSISでジャパンハンドラーズの代表的人物から影響を受け、親米を軸にした外交・安全保障観を築き、父と同様、アメリカの意向に沿うような構造改革・規制緩和路線を基調とした政策を推進するようになった。CSISとの関係は今でも続いており、2025年4月にアメリカの首都ワシントンで開催された「米日関係の見通し」と題したセミナーに登壇し、自民党の小野寺五典、CSISのクリスティ・ゴベラ日本部長とディスカッションを行った。小泉はドナルド・トランプの選挙スローガン「Make America Great Again（米国を再び偉大に）」を念頭に、「日米同盟を『Make Alliance Great Always（同盟関係を常に偉大に）』にする機会にできると確信している」と述べた。
コロンビア大学留学とCSIS在籍は、アメリカ側による日本政界との関係を築くため、あるいは対日外交を有利に運ぶための措置であったと指摘されている。
CSIS退職後は父である純一郎の私設秘書を務める。

### 衆議院議員初当選

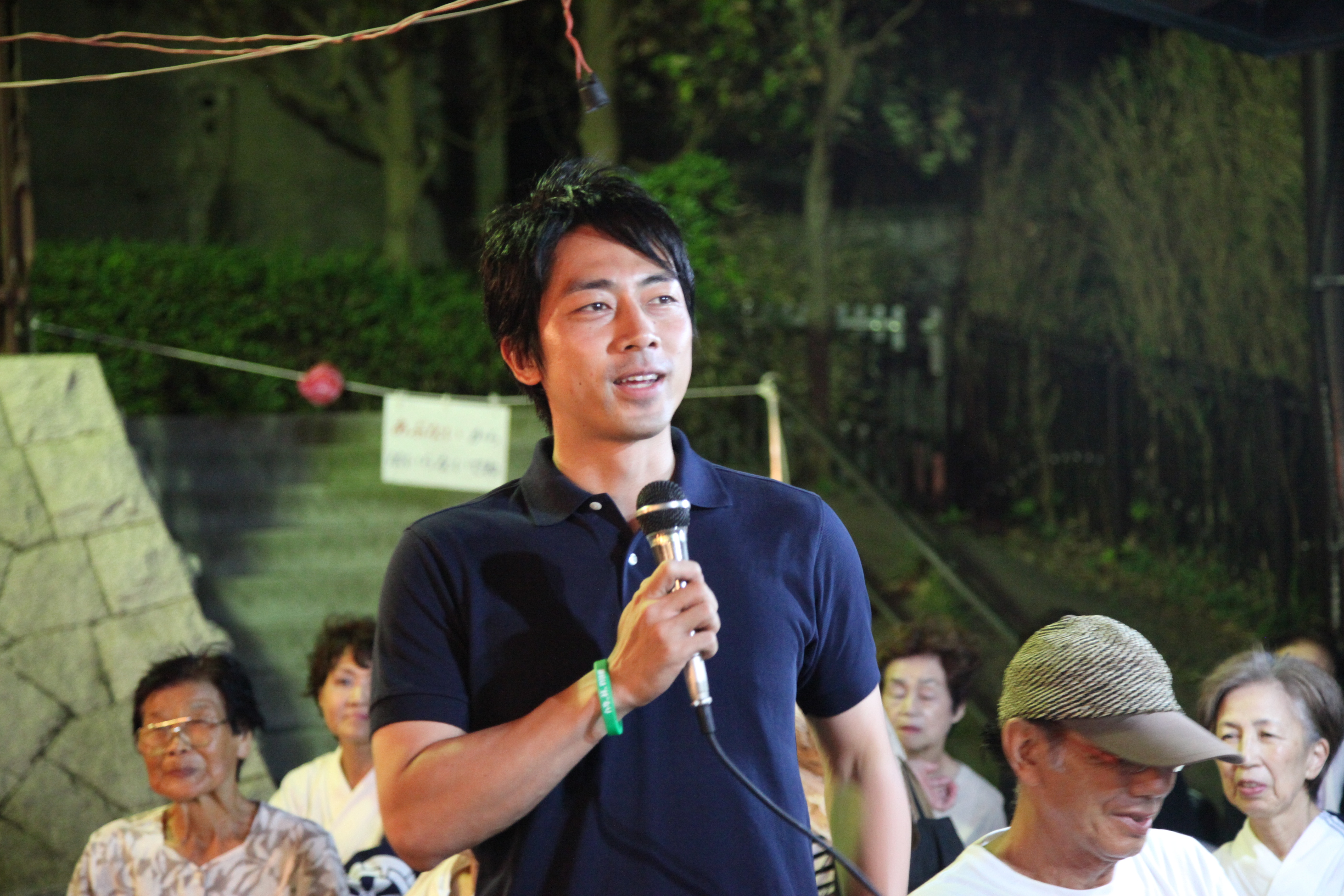
地元横須賀市にて

2008年（平成20年）に父、純一郎が政界引退を表明して、進次郎を後継候補に指名する。自由民主党の公認を受け、2009年（平成21年）の第45回衆議院議員総選挙に神奈川11区から出馬し、初当選。選挙戦では重複立候補を辞退し、当時の連立与党である公明党からの選挙協力も受けなかった。地元の一部有権者からは世襲を批判されたものの父から受け継いだ強固な地盤と後援会をバックに終始優勢を維持し、投票総数の過半数である150,893票（得票率57.1%）を獲得して初当選した。この総選挙で初当選した5人の自民党の1期生のうちで、政治や行政の経験がない唯一の新人議員である。また、小選挙区で当選した新人議員は小泉、橘慶一郎、伊東良孝の3人のみである。

### 当選後

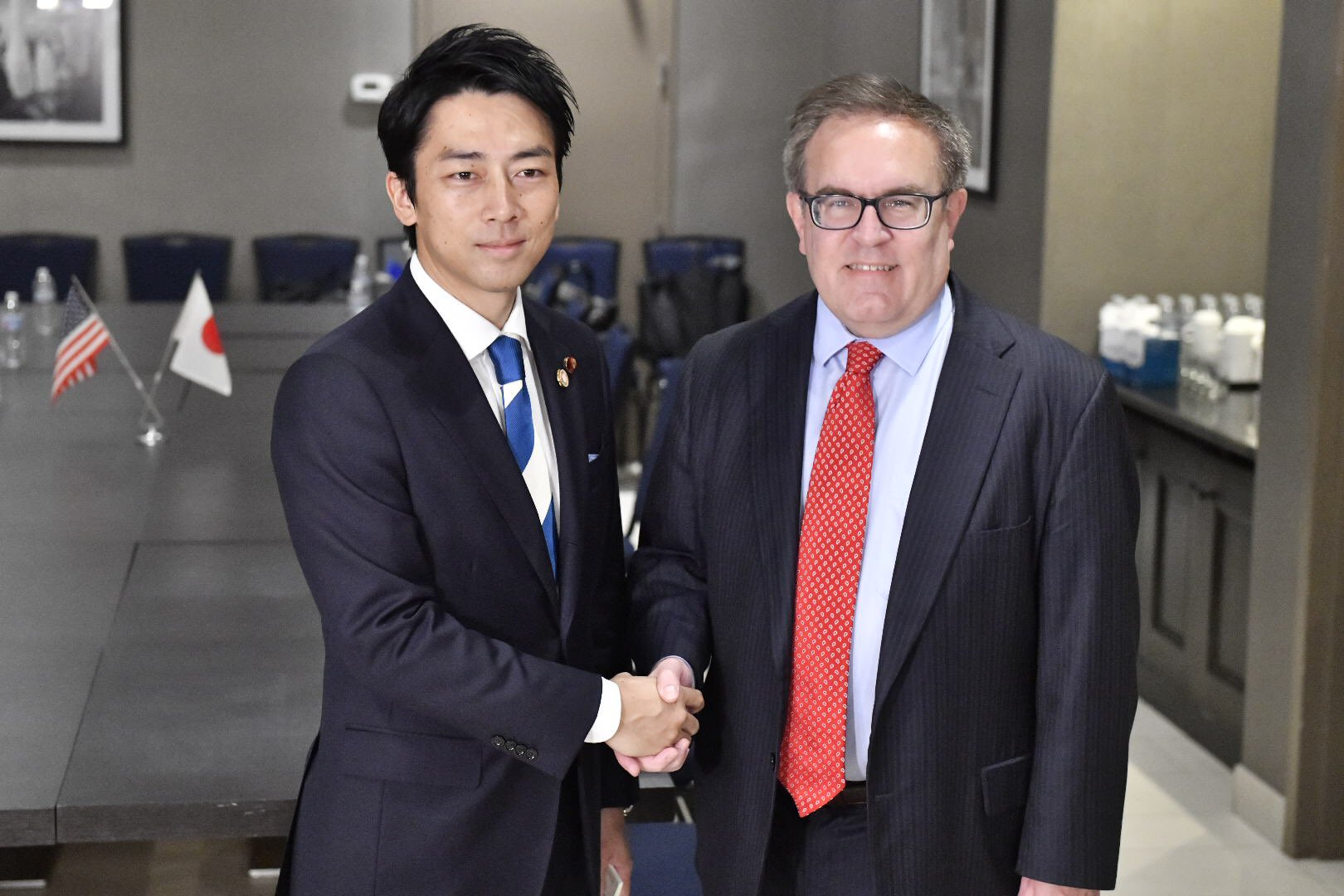
2019年9月23日、アメリカ合衆国環境保護庁長官アンドリュー・R・ウィーラーとの会談

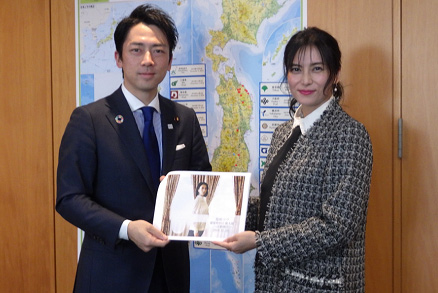
2019年12月20日、中央合同庁舎第五号館にて女優の柴咲コウと

2009年12月13日、自民党が小泉による海上自衛隊横須賀基地（神奈川県横須賀市）見学ツアーを実施した際には、50人の定員に約5,200人の応募が殺到するなど、「スター不在」とされる自民党内で際立った存在と見られている。
2010年1月の時点で衆議院では内閣委員会、総務委員会、安全保障委員会に所属し、自民党では遊説局長代理、青年局次長、外交副部会長、財務金融副部会長、環境副部会長などの役職を兼務して、外交、財務金融、環境の、3つの部会に所属していた。同年10月には自民党学生部長、新聞出版局次長にも併せて就任した。
2011年10月に自民党青年局長、国会対策委員会委員に就任した。
2011年11月、TPPの交渉参加問題で、谷垣禎一総裁が、「米国と組み過ぎて中国やアジアをオミットするのは日本にとってよくない」と発言したことについて、「耳を疑う」と、強く批判した。
2011年12日の講演で、党内で反対意見の多いTPP参加について、賛成の意見を表明し「自由貿易体制を確立してきたこれまでの自民党が、TPPを真っ向から反対するのでは論理的ではない」と述べている
2012年4月、郵政改正法案に造反しても処分されなかった。同年6月26日の消費税増税法案には賛成票を投じた。同年8月9日、国民の生活が第一など野党6党が提出した野田内閣不信任決議案の採決では、棄権方針の自民党執行部に造反し、元幹事長の中川秀直などとともに賛成票を投じた。同年9月26日の自民党総裁選挙で青年局主催の候補者公開討論会を自民党青年局長として仕切る立場であり、当初は9月19日の公開討論会後に支持候補を表明すると明言していたが、人気や知名度の高い小泉の支持表明は党員票や議員票として総裁選に影響を与えると目されるとして報道が過熱したことから、「衆議院1回生の私の1票が影響を与えるのは不本意。身の程をわきまえて行動する」と述べ、総裁選が終わるまで支持表明を行わない方針を示した。総裁選終了後に石破茂に投票したことを発表した。
同年12月の第46回衆議院議員総選挙で再選し、党職では本人の希望もあって2期目の青年局長続投となった。この選挙で自民党が大勝した結果、青年局所属議員は82人となった。
2013年9月30日、青年局長を退任し内閣府大臣政務官（経済再生、経済財政、環太平洋経済連携協定（TPP）等担当）兼復興大臣政務官に就任した。
2014年12月の第47回衆議院議員総選挙で3選。
2015年10月23日、自民党農林部会長に就任、党の農林関係の会議に部会長として初出席した10月27日には「誰よりも農林の世界に詳しくない」と発言した。同年12月、政府が2015年度補正予算案に、低所得の年金受給者に1人あたり3万円を支給する臨時給付金を盛り込む方針について、「軽減税率対策として6000億足りない。一方で臨時給付金の4000億は簡単に出る。これが国民にどう思われるか。」と主張、これらがきっかけとなり、2016年2月、若手議員の視点からの議論を期待して、自民党財政再建に関する特命委員会の下に、「2020年以降の経済財政構想小委員会」が設置され、小泉は事務局長に就任した。
同年8月、2020年以降の経済財政構想小委員会の委員長代行に昇格しつつ、自民党農林部会長に留任。党部会長の人事では小泉のみ留任となった。

### 自民党農林部会長として農協改革に挑戦
2016年の農協改革案で、小泉は自民党農林部会長として、第3次安倍第2次改造内閣下で設立された内閣府規制改革推進会議と歩調を合わせる形で農協に急進的な改革を求めた。父の小泉純一郎が旧郵政省や郵政族を抵抗勢力に見立て郵政改革を推し進めたように、全農を抵抗勢力に見立てる劇場型の構図で議論を進めた。「全農の体制こそ農家の経営の自由を奪う存在だ」と主張し、自民農林部会長として農業改革を主導する。
小泉は「農業の"護送船団"を改革する」と言い、「日本には16000種類の肥料があるが、韓国は1000種類程度しかない。種類が多ければ生産コストが上がる。本当にそれだけの種類が必要なのか」「出荷用のダンボールも農家は「農協のものは高い」という。確かに質はよく丈夫だ。だが農家が使わざるをえないのは、そのダンボールでなければ出荷してもらえないからだ」「海外の方が安いから、九州の生産者は韓国で日本の農機具を買っている」と農協が日本の農家を搾取しているとも取れる発言を繰り返した。
槍玉に上げられた農協の購買部門は、従来は品質面に問題があるなどとして拒んでいた韓国製の肥料を圧力を受け一部輸入を開始した。農業法人などが集まる日本農業法人協会によれば、日本での肥料の平均価格は韓国の倍だというが、農協は韓国製の肥料は国策で育成した巨大企業が少品目大量生産を行っているため、単純に比較することは間違っていると反発する。さらに資材高騰の背景に全農の組織体制があるとし、既得権を持つ全農が協同組合から株式会社になれば、競争原理が働き、農家の所得が向上するとした規制改革会議の提言に理解を示した。
小泉が論拠とした日本の肥料、農薬、農業機械の価格が、海外に比べて割高であるというレポートは農業の専門家から数多くの欠陥が指摘されている。その一例がクボタ製の農業機械の国内向けと韓国向けの価格を比較して、30％高いとするもので、これは国内向けが韓国に比べて厳しい日本の廃ガス規制をクリアするために、旧式のエンジンを使用している韓国向けに比べ、コストが高くなっていることを考慮していないシロモノだった。
一方毎年巨額の予算が計上され、税金の無駄遣いと槍玉に上げられることも多い土地改良事業については「土地改良イコール悪だというステレオタイプの批判がある。批判する人に聞きたい。もし、大規模化は必要ないというのなら、その意見は尊重する。だが、「大規模化でより効率のいい農地にしろ」と言いながら、「土地改良は悪い」と言うのなら支離滅裂だ。土地改良予算の中身もウルグアイ・ラウンド対策とは全く違う。あの時はトイレなど生活環境整備まで入れていた。今回は地域の収益向上につながるよう使ってもらう。温泉施設を作るようなことはない」と擁護し、農家に対する個別所得補償については「民主党政権が実施した個別所得補償は、土地改良の予算を7割削ることで財政を捻出した。それが理解されていないから今でも「戸別所得補償と土地改良を両方やってくれ」という声があるお金をもらうと、もう一度欲しいと思うのは人間の心理なのかもしれない。やはり、政治は与えることについてはよく考えないといけない」と否定した。
地域のJAバンクや各都道府県にあるJA信連から資金を預かり、その運用益を組合員に還元する役割にある農林中金を攻撃し、「融資のうち農業に回っている金額は0.1%しかない。農家のためにならないのならいらない」「年間の国家予算に匹敵する額が農業のために使われないのなら、他の金融機関が運用した方がいい」と話し、全農側の「農家への融資は現場のJAなどが行っている」と反論を招いた。農家に直接融資するのはJAバンクの役割であり、農林中金は農協の事業の赤字を補って日本の農業を下支えする役割がある。
改革会議では、1年以内に農家が資材を購入する際に利用する農協の資材購買部門を縮小し、農産物販売を委託から買い取りに切り替え、3年後には、各種ローンの貸付などの金融事業を営む地域農協を半減し、生乳流通に関しては指定団体を利用しない生産者にも補助金を出す案が出されたが、農協や党内の農林族からの反発を受け、大幅に後退することとなった。金融部門の半減や改革が進まなかった場合に国が「第二全農」を立ち上げる方針が決定され、民間組織の全農を国や与党が監視する体制となる。
小泉の農協への切り込みには、アメリカのロビー団体が深く関与している。在日米国商工会議所は、米国の対日要求の一環として、2014年6月に意見書を提出、規制改革会議（政府）の案はこれに沿ったものであった。米商工会議所は10月9日にも「共済と金融庁規制下の保険会社の間に平等な競争環境の確保を」と題する意見書を提出し、全中と農協を解体し農業部門と金融部門に分離し、農業部門は株式会社すること、金融部門は金融庁の傘下に組み入れ、競争原理を入れて他の金融機関と平等な扱いにすることを要求した。経済学者の菊池英博は、政府のJA改革案については米国サイドの要求を大いに反映したものだとし、日本の農業組織の中核を破壊し、農協を代表とした政策提言機能とJAの農業全体の取りまとめ機能と政治力を排除し、総額392兆円にも及ぶJAバンクの預金とJA共済保有契約を株式会社化を通じてアメリカ人の管理下に置く狙いがあると解説する。
農協改革における小泉の政治手法には、いわゆる、ショック・ドクトリンの手法が見られるとも指摘される。ショック・ドクトリンとは、災害、政変、戦争などによる混乱に乗じて、一気に改革を進めようとする新自由主義者の手法である。小泉はまず通説とは異なる主張を突然ぶち上げて、まずショックを与える。その混乱に乗じて、世論を味方につける手法を多用する。その手法は父である純一郎譲りである。純一郎は「改革なくして成長なし」などといったスローガンを掲げ、郵政民営化賛成派を改革派、反対派を抵抗勢力を位置付け、世論を味方に付けた。これと同様に、進次郎も農協を悪玉に仕立て上げようとした。マスメディアも、小泉を悪党に挑む正義の味方と勘違いして、ヒーロー扱いする過ちを犯した。
石川県の農協関係者は、農協は協同組合として組合員の相互扶助の理念で運営されているが、株式会社化すれば利益追及が優先され、そのような理念を失い、さらに買収の対象にもなりうるとの懸念を表明した。また、背後に米国の穀物メジャーの戦略があるとし、それは米国でトウモロコシなどの飼料を調達して輸入する全農の子会社全農グレインが、遺伝子組み換え作物などを選別しており、それは穀物メジャーにとっては不都合であり、株式会社化を通じて全農グレインを買収したい意図に言及した。
一連の小泉の動きは全て日本農業の弱体化を狙う米国勢力に叶うものだという批判もなされた。京都大学大学院工学研究科の藤井聡は、農協の各種取引が自由化され、株式会社化されれば、アメリカ人が物言う株主になることで、農協が持つ膨大な資産をアメリカの産業界、農業界が利活用し、米国の利益を拡大することに繋がると解説する。

### 副幹事長に就任
2017年8月より柴山昌彦とともに自民党筆頭副幹事長。
同年の第48回衆議院議員総選挙で4選。
2018年10月9日、自民党筆頭副幹事長を退任した。同月から自民党厚生労働部会長。
2019年4月、自民党厚生労働部会で「新時代の社会保障改革ビジョン」を発表し、人生100年時代に向けた政策提言を行った。提言は、小泉が主導し、「社保改革の第三の道（リバランス）の推進」「『現役世代』『高齢者』の概念見直し」などが盛り込まれ、年齢に関係なく活躍できる「定年のない『エイジフリー社会』」の構築、年齢を前提とした「高齢者」の定義のあり方の見直しを訴え、社会保障改革の方向性として、「年齢ではなく経済力に応じた負担」「年金受給開始年齢の更なる柔軟化」を提言、70歳が上限になっている年金受給開始年齢の選択的引き上げを視野に入れた。
小泉は「長く働くということを、国民の皆さんにいかに前向きに捉えてもらえるように話すかは非常に大切」「レールを取り払い、１５～６４歳を生産年齢人口とする「現役世代」の定義そのものから変えていく。子育て世代の負担を減らし、現役世代を増やしていくことで日本社会全体の生産性を高め、人口が減少しても持続可能な社会保障をつくっていかなければなりません」などと発言したが、この一連の発言は年金の受給開始年齢を最大80歳まで先延ばしする提言と解釈され、広く批判を浴びた。

### 環境大臣
2019年9月11日、第4次安倍第2次改造内閣で環境大臣として入閣。男性としては戦後最年少（38歳）で閣僚となった（女性には1998年に37歳で小渕内閣で郵政相に就任した野田聖子や、2008年に34歳で麻生内閣少子化担当大臣になった小渕優子がいる）。
2020年9月16日、菅義偉内閣で環境大臣に再任。この内閣の閣僚では唯一の首相経験者の子女だった。自民党総裁経験者だが首相経験のない者の子女としては河野太郎（父：河野洋平）もいた。
環境大臣当時、「気候変動のような大きな問題は楽しく、かっこ良く、セクシーであるべきだ」「石油って化石燃料なんです」「自分でスプーンを持ち歩く人が増えていく、こうしたことでライフスタイルを変化させていきたい」「退院後、リモートワークができてるおかげで、公務もリモートでできるものができたというのは、リモートワークのおかげですから」といった珍発言やトートロジーが「進次郎構文」として注目の的となった。
2021年3月に自民党有志が結成した「選択的夫婦別氏制度を早期に実現する議員連盟」に参加し、同連盟の顧問に就任した。
同年9月の自民党総裁選挙では河野太郎を支持し、石破茂とも連携し、3人の頭文字から「小石河（こいしかわ）」という造語ができて話題になったが、岸田文雄に敗北。小泉は「全力で河野さんを応援して負けました。完敗に近い。負けは負けです。ルールの中でやって負けたんです」と語った。

### 環境大臣退任後

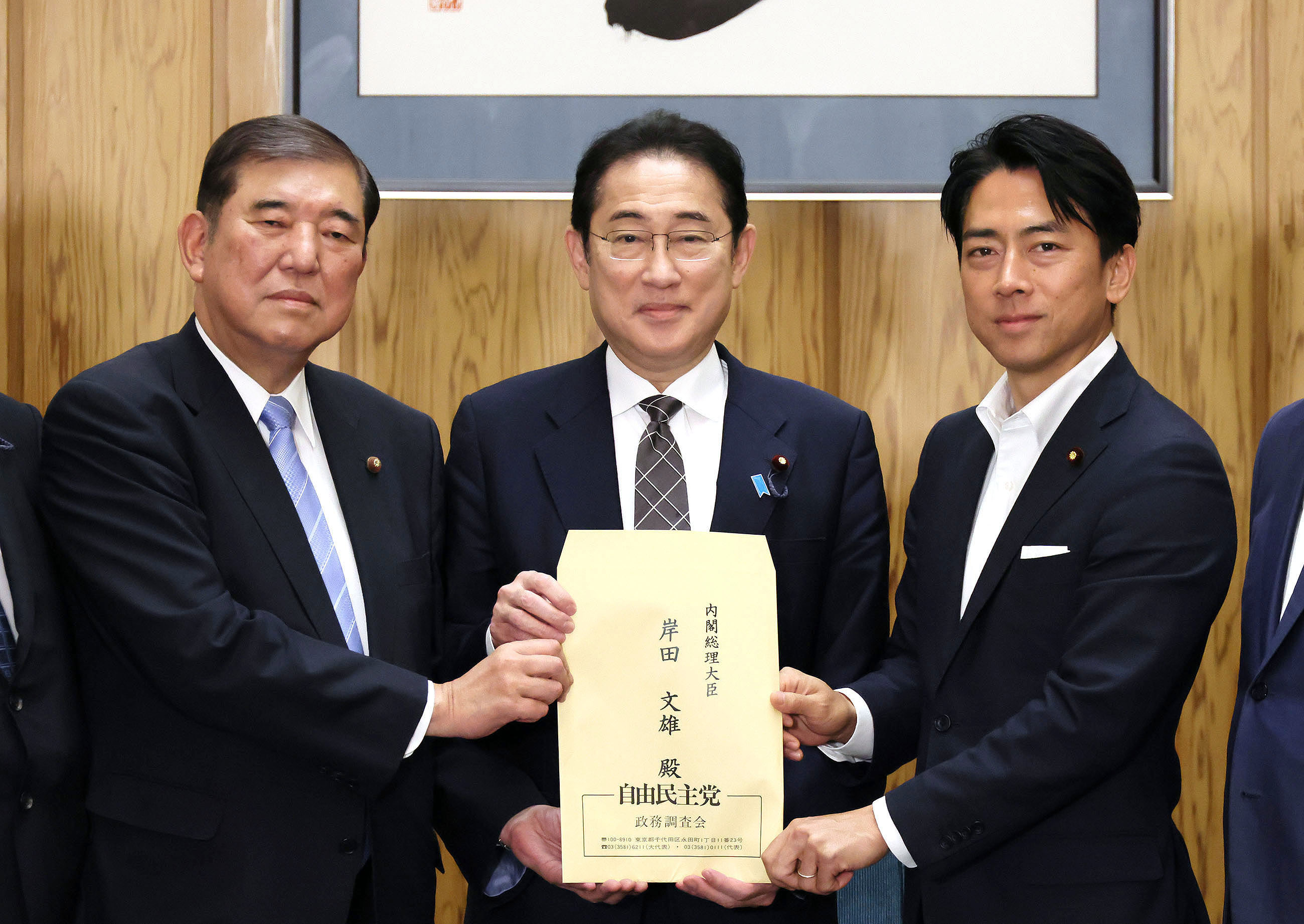
2024年6月7日、内閣総理大臣官邸にて、岸田文雄、石破茂と

2021年10月31日、第49回衆議院議員総選挙で5選。
同年11月、自民党総務会長代理に就任。
2022年2月10日に告示された自民党神奈川県連の会長選に立候補。自身が唯一の立候補者であったため無投票で選出され、その後の県連総務会で了承された。3月26日の県連会合で正式に会長就任が承認された。
2024年1月26日、衆議院安全保障委員長に就任。

### 自民党総裁選に立候補
2024年9月6日、記者会見を行い、同月27日投開票の自民党総裁選挙への立候補を表明した。会見では「長年議論ばかりを続け、答えを出していない課題に決着をつけたい」と訴えた。自らが当選し、首相・総裁に就任した場合、できる限り早期に衆議院を解散することを明言した。
目玉政策として「聖域なき規制改革」を掲げ「労働市場改革の本丸、解雇規制を見直す」と1年以内に規制を見直し、企業側に配置転換や希望退職の募集などを求める「解雇回避の努力」の緩和に意欲を示したが、小泉が掲げた解雇規制緩和は、党内外から大きな反発を受け、13日の日テレの番組では「緩和でも自由化でもない」と発言が二転三転する事態となった。父・純一郎と竹中平蔵が一丸となって推進した派遣労働の規制緩和や、非正規労働の増加を彷彿とさせ、それは、実質賃金の切り下げ、可処分所得の減少による長期のデフレを招き、少子高齢化を招いたと指摘されている。
いわゆる「厚生年金の106万円の壁」撤廃も併せて主張したが、アルバイトやパートタイマーがそれまで払わずに済んでいた厚生年金を払わないといけなくなるので、かえって「手取り収入」が減ってしまうとして批判を浴びた。
支持を表明した菅義偉が街頭で応援に立ち、1回目の投票で議員票1位を獲得するも、党員票が伸び悩み、党員・議員の双方から安定した人気を得ていた、石破茂、高市早苗の2人の後塵を拝す結果となった。

### 自民党選挙対策委員長
同月30日、自民党選挙対策委員長に就任した。しかし、同年10月1日に第1次石破内閣が発足してから27日後に行われた総選挙で自民党と公明党が過半数に届かなかった責任を取る形で、翌28日に総裁である石破に辞表を提出し、受理された。

### 政治資金規正法を巡り野党と対立
2024年に議論を開始した政治資金規正法の再改正を巡り、小泉は自民党の政治改革本部の事務局長として、野党と対立した。政治献金のうち企業・団体献金を禁止して、政策活動費を廃止することを求めた野党に対し、小泉が主導した自民案は、政策活動費については、「その他の政治団体」などを経由すれば政策活動費を継続できる抜け道があると指摘され、政策活動費に関しては最終的に野党案を呑む形で抜け道は塞がれる形になった。
翌年に小泉は政治献金規制に関する自民案を出し、そこでは企業・団体献金の全面禁止を求める立憲民主党・日本維新の会に対し、「自民党の弱体化を狙った作戦」と批判し、透明性を掲げることで対抗した。しかし、この案では自民党政党支部向けの企業団体献金のほんの一部だけが公開対象になるとして、批判を浴びた。小泉は「公開対象が5％というのは数の話で、金額ベースでは56％だ」と述べた。自民案の、年1000万円以上の寄付をした企業・団体名と献金額、献金先の内訳などを公表するとした内容は、元から公開するデータを合算するのみで、透明度を高めるものではなかった。その後公明党・国民民主党の5万円案に妥協したが、政党支部を通じた献金受取が温存されるものだった
政党交付金の導入は、将来的に企業・団体献金を禁止する条件で始まったものだが、1994年に政治家個人への献金が禁じられたのみで、政党向けの規制は先延ばしになっている。企業の政治活動の自由は1970年の最高裁判決で認められているが、巨額寄付による金権政治の弊害は立法によって解決すべきであると同時に判断されている。献金によって、資金力の強い特定業界の意向ばかりが反映され、政策決定に歪みが生じている。2022年の企業・団体献金の総額80億の9割は自民党を対象に行われていた。

### 農林水産大臣

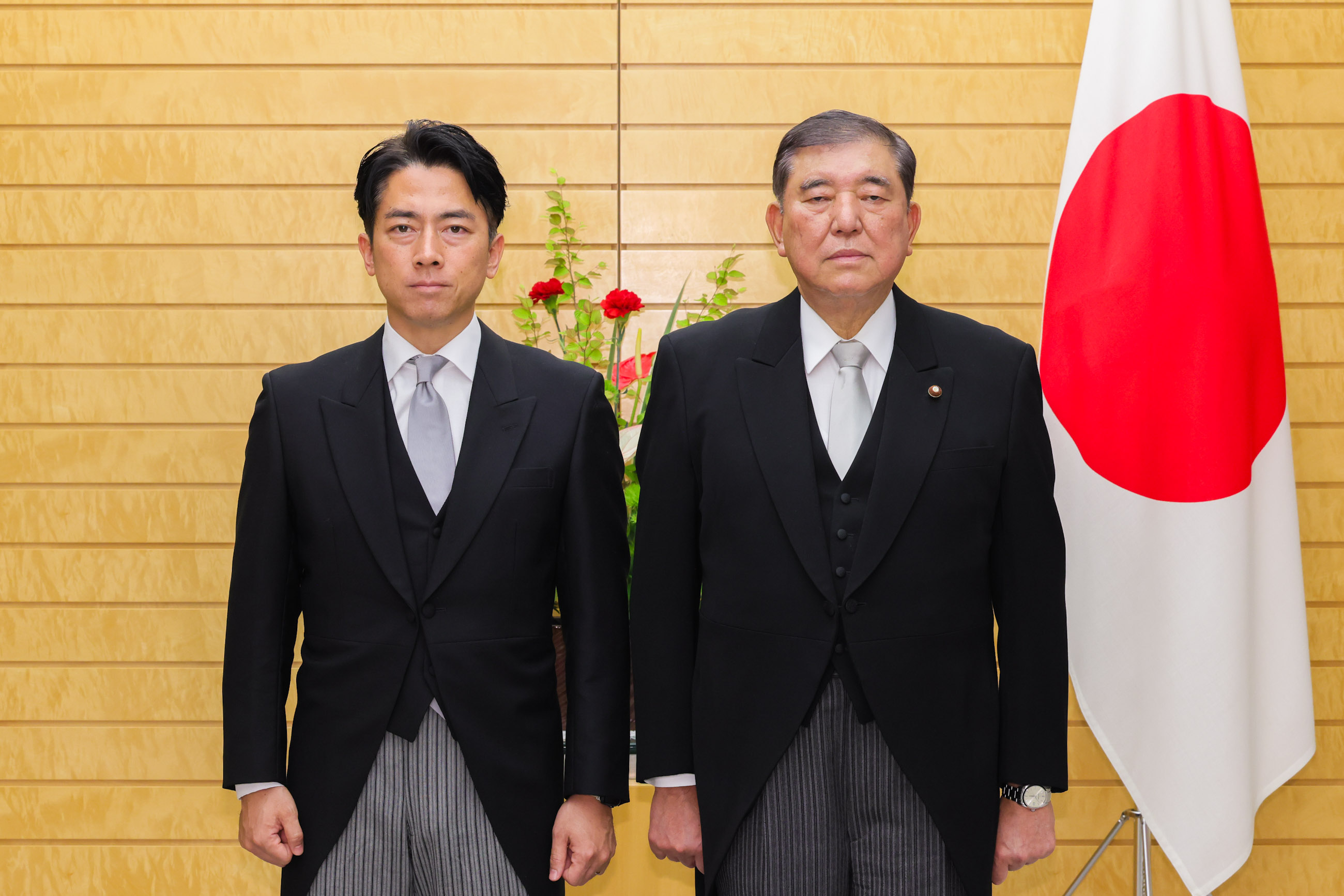
2025年5月21日、農林水産大臣の辞令交付にて内閣総理大臣・石破茂と

2025年5月、江藤拓農林水産大臣が佐賀県での講演会で「米を買ったことがない 売るほどある 」などと問題発言したことを受け、同月21日に江藤が大臣を引責辞任した。これを受け、同日に石破総理大臣は小泉を後任の農林水産大臣に任命した。石破総理は小泉を起用する理由について「党の農林部会長や水産総合調査会長を務めるなど、農業についても水産業についても経験や見識、改革に向けた情熱を持っている」とし、小泉も「『コメ担当大臣』だという思いで集中して取り組みたい」などとコメ価格高騰への対応に意欲を示した。
小泉はコメ価格高騰の対策として従来の卸業者向けの競争入札の代わりに、備蓄米を小売業者に随意契約で販売する方針を発表したが、この措置は国の財産について売買契約を締結する場合は、原則として、競争に付さなければならないと定める会計法29条の3の1項に抵触する可能性が高いと指摘されている。過去備蓄米が随意契約で売却されたのは、災害時のみであり、政治判断による「超法規的措置」と言うほかなく、随意契約は競争入札と異なり、業者選定や価格設定の透明性の問題が生じかねず、特定の業者にのみ利益をもたらす可能性もあり、公平性を欠く可能性もある。卸業者を排除して価格を安くすることが目的なのであれば、参加資格を小売業者に限定すればよく、入札を行わずに随意契約で売却することは不自然であると批判されている。
この随意契約で放出される米は、収穫後数年が経過した古古米、古古古米である。食糧法の規定で国が保管する備蓄米は低温保管されているが、備蓄年数が経過するとともに少しずつ古米化と呼ばれる品質劣化が生じ、中性脂質が酵素により分解され生じるペンタナールやヘキサナールといった遊離脂肪酸により、古米臭と呼ばれる悪臭が生じる。低温環境で適切に保管されていた場合、収穫から1年程度の古米であれば、新米とさほど変わらない品質で食べることができる。しかし、収穫から2年以上が経過した古古米になると品質が劣化する。そのため、古古米以上の古いコメは食べられるとはいえ、従来は飼料用として処分されていたと指摘されている。政府備蓄米の店頭販売が始まってから2週間後、調査会社が実際に食べた約1000人にアンケートを取ったところ、味や食感が劣ると62％が解答し、変わらない、を大きく上回る結果になった。
同年6月10日、さらに年数の経過した古古古古米の放出を発表した。
小泉は「コメ卸業者が営業利益500％増」といった発言を行い、これを受け一部の消費者が「コメ卸業者がコメの価格をつり上げている」と思い込み、誹謗中傷が殺到する事態に発展した。これについて帝国データバンクが事実関係を分析したところ、一般に営業利益率5%前後が標準的、10％以上で優良企業とされる中で、コメ卸の場合は過去10年で1％前後を推移しており、長らく輸送費や人件費の高騰を価格に反映できておらず、非常に低い利益率が続いていた。上場しているコメ卸の決算を見ても、売上高に対して営業利益が非常に少ない状態が続いており、「飲食料品卸」全体と比較しても、「儲け過ぎ」との指摘は当てはまらないとされた。
6月17日、経団連の筒井義信会長らと会談し、企業の農業参入の促進、デジタル技術を活用したデータ連携利活用の促進、スマート農業機械などの新技術の開発利用・促進や、高速通信環境の整備、そして国際的なサプライチェーンの強化といった4点について、具体的に検討していくことで合意した。

同日、高価なコンバインを農家が各戸で所有していることについて苦言を呈した。小泉は「『高い』と言われる農業機械だけども、むしろ例えばコンバインが今、2000万円で。米農家さんは2000万円のコンバインを1年のうち1ヶ月しか使わないんですよね」「むしろそれだったら、買うんではなくてレンタルやリース、こういったことがサービスとして当たり前の農業界に変えていかなきゃいけないんです」「農業機械も本来であれば、個人個人で持っていたら、どう考えたって経済的にペイしないのに買ってしまってる。そして売ってる。私はこういったことも変えなきゃいけないと思ってるんです」として、建設業界と比較して不効率とし、「今、建設業界を見ると、重機や建機のレンタルやリースって当たり前ですよね」「どこの中小企業の建設業界の皆さんが、例えばある1つの事業や案件にしか使わない数千万、数億の機械を全部持ってるかと言ったら、そんな形になってないわけで」と述べたが、この小泉の言動については、1年の内、特定の時期に需要が集中する農業機械にリースは適さないとして、批判が殺到した。
これを受け、農業機械大手のクボタは「同一地域だと作業時間もかぶるため収益化が困難」「田植え機やコンバインは自走できないため、輸送に時間も費用もかかる。成り立つスキームではない」と否定的な見解を示している。農協の関連会社もかつてコンバインのリース事業を展開したが撤退に至っている。
同日、ヤマザキライスの山崎能央代表と意見交換を行った。ヤマザキライスは、2020年の規制改革推進会議の農林水産ワーキンググループで、意見書を提出していた。ヤマザキライスは、現行の農産物検査規格の見直しを提言し、紙袋30kgから1000kgのフレコンバッグ単位に検査単位を変更すること、一等、二等などのコメの等級制度を将来的に廃止すること、未検査米に産地、品種表示ができるようにすること、未検査米の表示撤廃、「魚沼産コシヒカリ」などの産地品種銘柄指定を見直し、全国的な品種銘柄を設定すること、などを提言した。政府はこれを受けて、規制改革実施計画を提言した。これは同年7月に閣議決定され、ヤマザキライスの提言をほぼそのまま受け入れた形になった。これは流通業者側にとっては利益に繋がるが、品質保証が不十分になり、消費者側には不利益になると指摘されている。
6月20日、小泉は自らのXアカウントに「Yahoo!ショッピング、対象のお米が最大20%OFFになるクーポンを配布。6月27日より令和6年産の銘柄米を5kgあたり実質価格3,000円台から販売開始|LINEヤフー株式会社」と特定企業の販売ページのリンクを掲載して投稿したが、公平性を欠いた利益誘導に当たるとして批判が殺到した。
6月25日には、石川県輪島市にある棚田『白米千枚田』を視察した様子を自らのXに投稿した際に、農水大臣でありながら、農水省が定める『特別栽培農産物に係る表示ガイドライン』で禁止されている「完全無農薬」という表現を使用したため、批判が殺到し、小泉は投稿を削除した。
6月30日、青山和弘（ジャーナリスト）が、「JAの大きな構造的な問題として、やはり銀行がくっついている。JAバンクは、108兆円の預金残高で、もうメガバンク並みですよね。実はそういうものが儲けの中心」になっているとし、農協改革に取り組む姿勢について質問したところ、小泉は「農林中金に関係する法律は、法改正の方向で今動いています」「私は改革の必要性はこれからもあると、私は基本的には思っています」と回答した。

## 年譜
- 1981年（昭和56年）4月 - 神奈川県横須賀市で生まれる。
- 1988年（昭和63年）4月 - 関東学院付属の関東学院六浦小学校に入学。
- 2004年（平成16年）3月 - 関東学院大学経済学部経営学科卒業。
- 2005年（平成17年）9月 - コロンビア大学にて修士課程をスタート[6]
- 2006年（平成18年）
  - 5月 - コロンビア大学大学院政治学修士課程修了。
  - 6月 - 戦略国際問題研究所（CSIS）非常勤研究員。
- 2007年（平成19年）9月 - 父・小泉純一郎衆議院議員の私設秘書。
- 2008年（平成20年）9月 - 小泉純一郎が政界引退を表明。後継者に指名される。
- 2009年（平成21年）8月 - 第45回衆議院議員総選挙に神奈川11区から出馬し、初当選。
- 2012年（平成24年）12月 - 第46回衆議院議員総選挙に神奈川11区から出馬し、再選。
- 2014年（平成26年）12月 - 第47回衆議院議員総選挙に神奈川11区から出馬し、3選。
- 2017年（平成29年）10月 - 第48回衆議院議員総選挙に神奈川11区から出馬し、4選。
- 2019年（令和元年）8月 - フリーアナウンサーの滝川クリステルとの結婚の予定[注釈 2]および滝川の妊娠を発表。[109]
- 2020年（令和2年）1月 - 第1子男児が誕生[110]。
- 2021年（令和3年）10月 - 第49回衆議院議員総選挙に神奈川11区から出馬し、5選。
- 2023年（令和5年）11月 - 第2子女児が誕生[111]。
- 2024年（令和6年）10月 - 第50回衆議院議員総選挙に神奈川11区から出馬し、6選。

## 選挙歴
小選挙区比例代表並立制が導入された当初は重複立候補を辞退した議員も多数存在したが、近年は安倍晋三元総理や石破茂総理ですらも重複立候補を行っている（総理在任時を除く）中で、小泉は父の純一郎とともに現職総裁および党の内規により重複立候補が出来ない73歳以上の候補者を除く自民党公認候補の中で唯一重複立候補を辞退し、公明党からの推薦も受けていない。
| 当落 | 選挙                   | 執行日         | 年齢 | 選挙区     | 政党       | 得票数     | 得票率 | 定数 | 得票順位 /候補者数 | 政党内比例順位 /政党当選者数 |
| ---- | ---------------------- | -------------- | ---- | ---------- | ---------- | ---------- | ------ | ---- | ------------------ | ---------------------------- |
| 当   | 第45回衆議院議員総選挙 | 2009年08月30日 | 28   | 神奈川11区 | 自由民主党 | 15万893票  | 57.09% | 1    | 1/5                | /                            |
| 当   | 第46回衆議院議員総選挙 | 2012年12月16日 | 31   | 神奈川11区 | 自由民主党 | 18万4360票 | 79.86% | 1    | 1/5                | /                            |
| 当   | 第47回衆議院議員総選挙 | 2014年12月14日 | 33   | 神奈川11区 | 自由民主党 | 16万8953票 | 83.28% | 1    | 1/2                | /                            |
| 当   | 第48回衆議院議員総選挙 | 2017年10月22日 | 36   | 神奈川11区 | 自由民主党 | 15万4761票 | 78.02% | 1    | 1/4                | /                            |
| 当   | 第49回衆議院議員総選挙 | 2021年10月31日 | 40   | 神奈川11区 | 自由民主党 | 14万7634票 | 79.17% | 1    | 1/2                | /                            |
| 当   | 第50回衆議院議員総選挙 | 2024年10月27日 | 43   | 神奈川11区 | 自由民主党 | 12万9779票 | 72.3%  | 1    | 1/3                | /                            |

## 政策・主張
公式ページでは、以下の項目を主要政策にあげている。
- くらしを守る物価高への対応
- 経済のダイナミズムの回復
- 令和の政治改革
- 聖域なき規制改革
- 人生の選択肢の拡大
- 経済・社会の強靱化と地方創生
- 社会保障改革
- 外交・防衛力の強化
- 憲法改正

### 経済・財政
- ライドシェアや人材の流動化はじめ、解雇規制の見直しなど、雇用の規制緩和に積極的であり[113]、新自由主義的な立場であるとされる[114][115]。
- 「財政健全化に向けて、国と地方をあわせた基礎的財政収支を2025年度に黒字化する政府の目標について、どう考えるか」との問いに対し、2021年のNHKのアンケートで「先延ばしはやむを得ない」と回答[116]。
- 大企業や所得の多い人への課税を強化し、国の財源に充てることについて、2021年のNHKのアンケートで「どちらかといえば賛成」と回答[116]。
- アベノミクスについて、2017年の朝日新聞社、同年の毎日新聞社のアンケートで回答しなかった[117][118]。
- 2016年6月1日、安倍晋三首相は記者会見し、2017年４月に予定していた消費税率の10％への引き上げを2019年10月まで2年半延期すると発表した[119]。消費増税の先送りについて、2017年の朝日新聞社のアンケートで回答しなかった[117]。
- 「交渉参加に賛成。交渉の中で勝ち取るべきは勝ち取る」との立場をとる[120]。TPPが自民党の政策になる以前からこの立場をとっており、当時は反対派が多かった党内で、賛成派は少数だけに「血まみれになっている」と述べていた[121]。
- 2017年4月13日、日本経済新聞のインタビューに応じ、将来の社会保障制度について「真の全世代型にする」と述べた。「自民党が高齢者偏重を助長してきた面もある」という指摘に対しては「これは政治の責任がある。60歳以上は投票率が7割、20代は3割くらいの中でどちらの声が大きいか。全ての予算の裏にはそういった人たちがいる。ここと真剣に向き合っていかないといけない。こども保険はその覚悟の表れでもある」と主張。「消費税率を引き上げる選択肢はないのか」という疑問に対しては「8％から10％に上がるのは2年後だ。使い道は決まっている。新しいことをやるには10％以上の消費増税の話を決め、理解を得て執行されない限りできない。何年かかるのか。筋論として消費税はそうだと思うが、現実的な解としてはない」と答えた[122]。経済学者の田中秀臣は、財務省の消費増税路線やその背景にある財政再建主義に親和的であると評している[123]。
- 自民党内で浮上した教育国債案については、「次世代への負担のつけ回し」と批判的な立場を取る[124]。代案として社会保険料に上乗せして徴収する「こども保険」を提唱した[124]。

### 外交・安全保障
- 5兆円を超えている防衛費について、今後さらに強化すべきとし、また、その財源確保のための防衛増税に賛成としている[125][116]。
- 敵基地攻撃能力を持つことについて、2021年の毎日新聞社のアンケートで回答しなかった[126]。
- 普天間基地の辺野古移設問題について、2012年、2021年の毎日新聞社のアンケートで回答しなかった[127][126]。
- アメリカ合衆国との同盟関係を強化することについて、2021年の日本テレビのアンケートで回答しなかった[128]。
- 「北朝鮮に対しては対話よりも圧力を優先すべきだ」との問題提起に対し、2014年、2017年の朝日新聞社のアンケートで回答しなかった[129][117]。
- 2012年9月11日、日本政府は尖閣諸島を地権者から20億5000万円で購入し国有化した[130]。国有化を評価するかとの問いに対し、2012年の毎日新聞社のアンケートで回答しなかった[127]。

- 徴用工訴訟などの歴史問題をめぐる日韓の関係悪化についてどう考えるかとの問いに対し、2021年の毎日新聞社のアンケートで回答しなかった[126]。
- 日本による過去の植民地支配と侵略を認めて謝罪した「村山談話」の見直し論議について、2014年の毎日新聞社のアンケートで回答しなかった[131]。
- 従軍慰安婦に対する旧日本軍の関与を認めた「河野談話」の見直し論議について、2014年の毎日新聞社のアンケートで回答しなかった[131]。

### 社会保障
- 社会保険料の負担のあり方について、給付を抑制し、負担を増やさないようにすべきとしている[125]。

### ジェンダー
- 選択的夫婦別姓制度の導入について、2017年の朝日新聞社のアンケートで回答しなかった[117]。2021年のNHKのアンケートで「賛成」と回答[116]。
- 同性婚を可能とする法改正について、2017年の朝日新聞社のアンケートで回答しなかった[117]。2021年のNHKのアンケートで「賛成」と回答[116]。
- クオータ制の導入について、2021年のNHKのアンケートで「どちらかといえば賛成」と回答[116]。

### 憲法
- 憲法改正について、2021年のNHKのアンケートで「賛成」と回答[116]。
- 憲法9条への自衛隊の明記について、2021年のNHKのアンケートで「どちらかといえば賛成」と回答[116]。
- 憲法を改正し緊急事態条項を設けることについて、2017年、2021年の毎日新聞社のアンケートで回答しなかった[118][126]。

### その他
- 「原子力発電への依存度について今後どうするべきか」との問題提起に対し、2021年のNHKのアンケートで「下げるべき」と回答[116]。
- 安倍内閣による森友学園問題・加計学園問題への対応について、2017年の朝日新聞社のアンケートで回答しなかった[117]。
- 森友学園への国有地売却をめぐる公文書改竄問題で、2021年5月6日、国は「赤木ファイル」の存在を初めて認めた[132]。しかし5月13日、菅義偉首相はファイルの存在を踏まえた再調査を行わない考えを報道各社に書面で示した[133]。9月の自民党総裁選挙で総裁に選出された岸田文雄も10月11日、衆議院本会議の代表質問で再調査の実施を否定した[134]。国の対応をどう考えるかとの同年の毎日新聞社のアンケートに対し回答しなかった[126]。
- 首相の靖国神社参拝について、2014年、2017年の朝日新聞社のアンケートで回答しなかった[129][117]。
- 「ドナルド・トランプ大統領を信頼できるか」との問いに対し、2017年の毎日新聞社のアンケートで回答しなかった[118]。
- カジノ解禁について、2017年の毎日新聞社のアンケートで回答しなかった[118]。
- ヘイトスピーチを法律で規制することについて、2014年の毎日新聞社のアンケートで回答しなかった[131]。
- 1993年のウルグアイ・ラウンドへの対策は、農家を過剰に守る補助金のバラマキであったとし、むしろ競争原理を働かせることで消費者のニーズを捉えた持続可能な「儲かる農業」への構造改革を目指している。また、このような「攻めの農業」を推進することで地方での雇用を創出し、人口減少に歯止めをかけることができるとしている[135]。
- 炭素税などのカーボンプライシングについて「議論を深める必要がある」と述べた[136]。炭素税の導入に前向きであるとされる。
- 環境大臣として、前任の原田義昭が推し進めたレジ袋有料化を施行した[137]。有料化の目的は、ゴミ削減ではなく国民の意識啓発であるとの見解を示した[138]。実際に、レジ袋の削減は2019年から2021年までの間に約10万トン減少している[139]が、プラスチックごみ全体は、廃プラスチックの総量は小泉就任前の2018年から就任後の2022年の間に38万トン減少しており、意識啓発の効果が現れている[140]。
- 環境大臣として、プラスチックの製造・販売事業者による自主回収及び再資源化を促進するための法律である「プラスチックに係る資源循環の促進等に関する法律（プラ新法）[141]」を制定した。

## 政治資金

### 政治資金パーティー
小泉は政治資金パーティーの開催回数が多く、利益率も高い。資金管理団体「泉進会」の政治資金収支報告書によると、2022年には総額8578万円の収入を得て、利益は約6476万円だった。「派閥のパーティーは禁止する。人事とカネがついて回るのが派閥だったら、派閥はなくす。今回はこの結論以外にはない」と発言していたこともあり、批判を集めた。
2018年から2022年にかけて通算55回のパーティーを開催して、その総額は3億3537万円だった。これとは別に「オンライン研修会」が計上され、収入は4回で計1528万円だった。政治資金パーティー収入の裏金問題が問題視されたこともあり、パーティーに依存する構図が問題視された。禁止されている企業献金の抜け道になっているとも指摘されている。

### ポスター費用に関する疑惑
代表を務める「自由民主党神奈川県第十一選挙区支部」や「泉進会」から千葉県野田市の法人にポスター代名目で2024年以前の7年間で4300万円の支払いがなされていたが、この法人は実態がない幽霊会社であり、相場よりもかなり高い金額で受注していると指摘されている。小泉側は金額は適正であり、幽霊会社との指摘については商社的な役割にあるとする。

### 刑事告発
2024年10月、代表だった「自民党神奈川県支部連合会」は2022年、同県内の党支部に計約698万円を支出したのに記載しなかった上、同年開催の政治資金パーティー収入についても、計40万円分を記載しなかったとして、神戸学院大学の上脇博之教授が小泉を刑事告発した。

## 活動

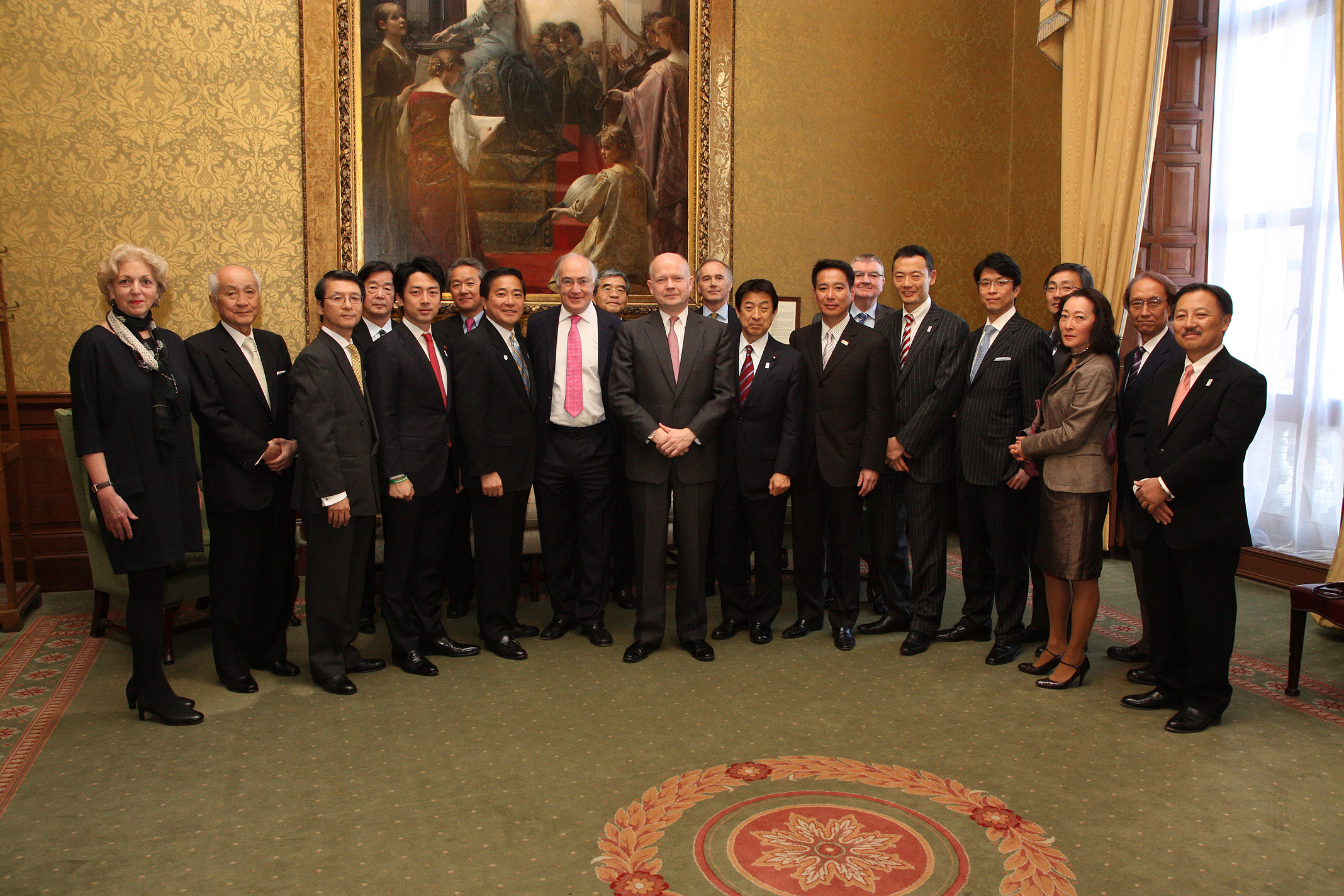
2013年5月2日、日英21世紀委員会第30回合同会議の参加者らと

### 日経・CSISバーチャルシンクタンク
日本経済新聞社と米国戦略国際問題研究所CSISとで設立された日経・CSISバーチャル・シンクタンクに民主党に在籍していた前原誠司・長島昭久・近藤洋介・玄葉光一郎、みんなの党に在籍していた浅尾慶一郎、自民党の林芳正・西村康稔・齋藤健・岩屋毅等と共に、政治フォーラムとして在籍している。上級アドバイザーは石破茂が務めている。CSIS上級顧問兼日本支部長であるマイケル・グリーンはCSIS在籍時に秘書として従事した上司であり、直接指導を徹底的に施して小泉を親米派として作り上げることに成功した人物であると評論家の中田安彦は解説している。

### TEAM YOKOSUKA
2011年1月10日にまちおこしを目的とするグループ「TEAM YOKOSUKA」を立ち上げた。Tourism（観光）、Eco & Environment（エコと環境）、America、Merchant & Manufacture（商業と工業）の頭文字から成る。

## 人物

### 女性関係
数多くの女性と浮名を流しており、「永田町のドン・ファン」と呼ばれることもある。かつて複数のキー局の女性アナウンサーと親密な関係を持ち、週刊文春に「二股疑惑」が報じられるほどであった。ある女子アナは、いくら逢瀬を重ねても交際に至らないことに悩んだ上、関係が切れると精神的なダメージを受けて海外に転出してしまったという。ある局では小泉との関係に注意するようにお触れまで出ていると言われる。復興庁職員の女性との関係も報道されている。
2015年頃、当時独身だった小泉は、既婚者でありすでに夫と子供もいた女性実業家と不倫関係にあった。また、軽井沢で若手リーダーが集まったセミナーの際に、2人で利用した軽井沢プリンスホテルの宿泊代金を政治資金で払った疑惑もあった。会見で事実関係を問われると「個人の事柄について話をすることはない」とコメントを拒否している。相手方の女性は不倫の事実が発覚後、夫と離婚に至っている。
2019年8月7日、総理大臣官邸で記者団に対し、フリーアナウンサーの滝川クリステルと結婚する予定であることおよび滝川の妊娠を明らかにした。同月8日に婚姻届を提出。
2019年8月21日、長野県軽井沢町の教会で内密に挙式。2020年1月17日、第1子男児が誕生。2023年11月22日、第2子女児が誕生。

### 発言
- 小泉が初出馬をする予定の衆院選を控えた2009年5月に、横須賀市内の祭りで民主党候補の予定者であった横粂勝仁から握手を求められたが応じずに、小泉が市民と握手し続ける様子が撮影された動画がYouTubeで25万回再生され、批判のコメントが投稿された。2009年7月の産経新聞の取材に対し、「恐らくそういう風に受け止められることは予想がついた」、「私にとって祭りとは有権者の方との握手の機会、ふれ合いの機会だから、一人でも多くの有権者と、一秒でも多くふれ合いたい。あの時はマスコミの方もたくさんきていた。何もあの場所でそういうこと（対立候補との握手）をすることもないと思った」、「横粂さん本人に対して何も思いはない。一緒に頑張っていきたい」、「顰蹙を買ってしまったとしたら大変残念です」と述べている[159]。
- 2010年1月、民主党幹事長・小沢一郎の陸山会事件で現職国会議員1人を含む元秘書3人が逮捕されても民主党内部から批判の声が出ないことに「自由があるのが自由民主党、自由がないのが民主党。まさに党名が表しているなと思いますよ」と述べた。
- 2010年11月10日の衆議院予算委員会の質問の中で、尖閣諸島中国漁船衝突映像流出事件に関し、「そもそも、（政府がビデオを）もっと早く公開していれば、流出事件も起きなかったんですよ」と発言した[160]。
- 慰安婦問題について「まあ、この議論というのは、どう議論をしてもね。その結末をね、どうするのか考えたときに、一体誰が得をする議論になるのかね。これは非常に難しいところ、ありますしね。この前（大型連休中）、イギリスの会議に行ったときも、やはりこの歴史の問題というのは、おそらく日本で報じている以上に、（諸外国では）関心を持ってみてますよね」「そういった中で、この歴史というのは政治家だけがね、議論をするべきことじゃなくて、有識者だったり歴史の専門家だったり。そういったところで、しっかりと研究をして、いろんな方と議論して判断していただく問題もありますから。これはもう、そちらの手に委ねた方がいいんじゃないですか」と発言している[161]。
- 安倍晋三総理大臣の後任を選ぶ自民党総裁選挙について、福島市内で記者団に対し、みずからは立候補しないとしたうえで、「河野太郎防衛大臣が出るのであれば応援したい。防衛省と環境省の連携を深める中で、省庁や永田町の難しい壁を越えなければできない改革も一緒に突破できる可能性を感じた」と話した[162]。
- 2019年9月22日に開かれた地球温暖化などを議論する国連の気候行動サミットにて環境大臣として参加した際、別の出席者である国連気候変動枠組み条約前事務局長のクリスティアナ・フィゲレスの言葉を引用し、「気候変動のような大きな問題は楽しく、クールで、セクシーに取り組むべきです」と発言し、大手海外メディアも報じるほどに国内外で物議をかもした[163]。また、2019年12月11日、第25回国連気候変動枠組条約締約国会議（COP25）での日本の消極的姿勢が理由で日本が「化石賞」に選ばれた際は、「驚きはない。授賞理由で、まさに私が言ったポイントを挙げていただいた。的確に国際社会に発信できている」と発言した[164]。
- また、気候変動サミットでの訪米時にステーキを「毎日でも食べたいね」と発言し、訪米初日にステーキを食した。その後、牛の飼育は温室効果ガスを比較的多く出すという指摘を記者から受けると、「ステーキと気候変動の関連がニュースになるなら、環境問題を考える良いきっかけになると思う」と述べた[165][166]。
- 2021年4月23日のニュース番組『NEWS23』（TBS）に出演した際に温室効果ガス削減目標26%から46%に引き上げたことについて「くっきりとした姿が見えているわけではないけど、おぼろげながら、浮かんできたんです。“46”という数字が」「シルエットが浮かんできたんです」と発言して炎上した[167]。
- 先述の気候変動サミットにおいて、記者の「温室効果ガスの削減を進める環境省の大臣が（温室効果ガスを排出する牛の）ステーキを毎日でも食べたいと発言すると矛盾が生じるのではないか」という趣旨の質問に対し「毎日でも食べたいということは毎日でも食べているという訳ではないです」、「でも、好きな物食べたいことありません?」、「皆にばれないようにステーキを食べている方が嘘くさくないですか?」と釈明している[168]。
- 日本国内で新型コロナウイルスの感染が発生している中、2020年の2月16日に開かれた新型コロナウイルス感染症対策本部を欠席。小泉は後援会の予定を変更せず、神奈川県横須賀市の後援会に出席した。衆議院予算委員会で野党からの追及を受け、立憲民主党の本多平直から「『反省をしている』と言うが、本当に悪いと思っている謝り方なのか」と謝罪を求められると、小泉は「私が会議を欠席し、地元の会合に出席をしてきたことは問題であるという指摘を受け、改めて私としては真摯に受け止めて反省している。『反省をしているとは言っているけれど、反省の色が見えない』というのは、まさに私の問題だ。なかなか反省が伝わらない自分に対しても反省をしたい」などと「反省」という言葉を何度も口にして釈明を繰り返し、最後まで謝罪を拒んだ[169][170][171]。
- 2021年3月18日にJ-WAVEで放送された番組『Jam the WORLD』に出演した際、「プラスチックの原料って石油なんですよね」「意外にこれ知られてないケースがある」と発言し、インターネット上を中心に物議を醸した[172]。
- 福島の汚染土の問題について、「私の中で30年後を考えた時に、30年後の自分は何歳かなと発災直後から考えていました。だからこそ私は健康でいられれば、30年後の約束を守れるかどうかという、そこの節目を見届けることが、私はできる可能性のある政治家だと思います。だからこそ果たせる責任もあると思うので」と答弁[173][174]。
  - 明治大学文学部教授・齋藤孝は「『約束』『節目』『可能性』など、夢のあるような、誠実そうな言葉が並びますが、現実感がない。だからネット上で、『ポエム』と揶揄されてしまった。『具体的に』と聞かれているのに、答えに具体性がまったくなく、コミュニケーションとして成立していません。大臣は、具体的な案について明言できないときもあります。しかし、こんな回答ばかりでは、『逃げ』『ごまかし』と、とらえられても仕方ありません」と評している[175]。このような「何か言ってそうで何も言ってない話法」に対し、プチ鹿島は竹下登元首相の「言語明瞭、意味不明瞭」話法との共通点を指摘している[176]。

これらの文章は、ネット上では「小泉構文」や「進次郎構文」などと揶揄されている。こうした「小泉構文」には、同じような言葉の繰り返しが多く、トートロジー（同語反復）とも解釈できそうだが、言語学者の尾谷昌則は、「何らかの含意を持つ反復とは思えませんね。主語が省略されていたり、修飾語が足りなかったりしていて、意味が分かりにくい。要するに言葉足らずということでしょう」という見解を示している。

### その他
- 小泉組の組長だった曾祖父・小泉又次郎が政界進出して以来4世代にわたって続く政治家一家である。
- 趣味は野球、サーフィン、ゴルフ、読書。
- 尊敬する歴史上の人物はジョン・F・ケネディ。
- 好きな言葉は「意志あるところに道はある」[180]。
- 衆議院議員就任後の2010年以降、毎年終戦の日の8月15日に靖国神社を参拝しており[181]、閣僚就任後初の終戦の日となる2020年8月15日にも参拝した。
- 『正論』の特集「2012年注目の政治家50人を値踏みする」では、安倍晋三・石原慎太郎・西田昌司とともに10点満点中9点の評価を得ている[182]。
- 血液型はAB型。
- 漫画作品『テコンダー朴』において、和泉伸氏郎と言うパロディキャラクターが登場する。

### 家族・親族

#### 小泉家
（神奈川県横浜市金沢区、横須賀市）

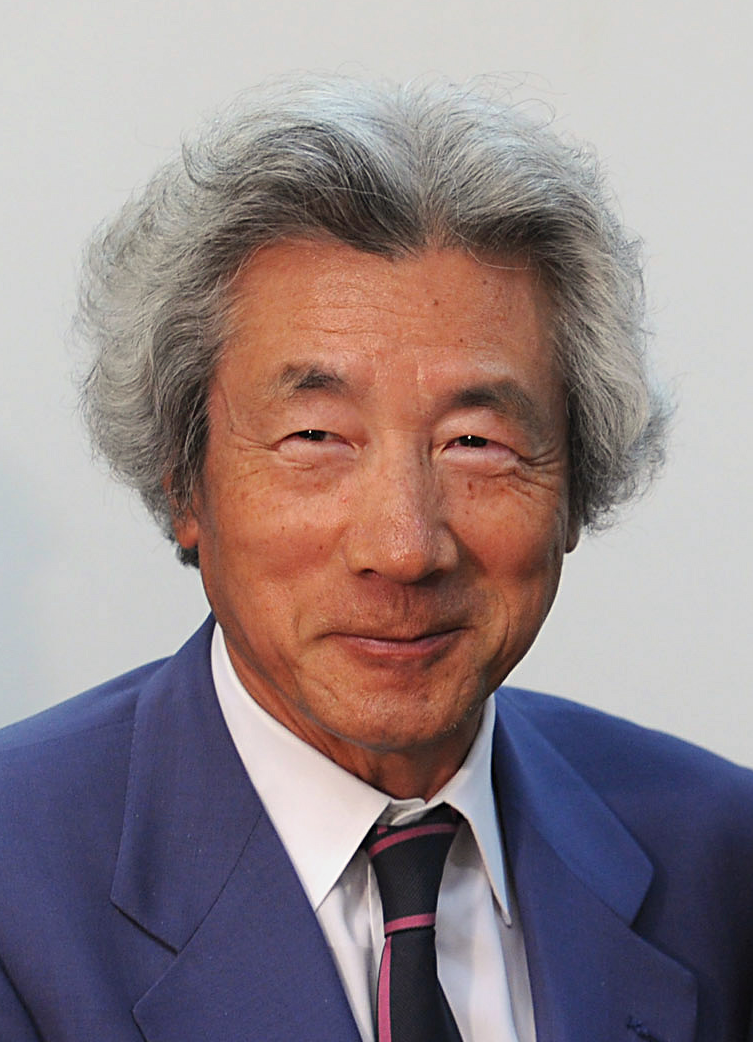
父・純一郎

- 高祖父・由兵衛（生没年不明、とび職人、請負師）
- 高祖母・徳（岡崎文五郎の二女、由兵衛の妻）
- 曽祖父・又次郎（1865年 - 1951年、由兵衛・徳の次男、政治家、元とび職人、元請負師、元小学校助教員、東京横浜毎日新聞元記者、元横須賀市長、第33代逓信大臣）
  - 同人妻・ナオ（ナヲ、直子とも、1865年 - 1932年、綾部幸吉の二女、又次郎の正妻、元芸者[183]）
  - 同人養女
    - コウ（鈴木徳三郎の四女、芳江の養姉）
    - ちよ（鈴木亮一の姉、芳江の養姉）
    - 壽子（寿子とも、1918年 - 没年不明、ナオの兄の息子の娘〈ナオの大姪〉、綾部幸吉の曽孫、芳江の養姉[184]）

結婚前に箔をつけておいた方がいいという親類のはからいで又次郎の養女となった。近藤章久との結婚にあたり、純也・芳江夫妻が万事取り仕切ってくれたという。
- - 同人養女婿・近藤 章久（1911年 - 1999年2月3日、壽子の夫、山口県出身、精神科医、近藤クリニック開業医[185][186][187]）

東京帝国大学法学部を卒業し、映画館経営や学校開設、旅行会社勤務、貿易業など様々な経験を経た後、精神医学を志して35歳で慈恵医科大学に入学。卒業後は渡米し、新フロイト派の精神分析家カレン・ホーナイに師事、また鈴木大拙や大谷光紹にも知遇を得て、ホーナイの死後はアメリカ精神分析研究所の講師を勤めた。帰国後、東京都目黒区八雲に精神療法専門の近藤クリニックを開いた。
- 曽祖叔父・岩吉（1867年 - 没年不明、由兵衛・徳の三男、又次郎の弟、小泉組の土木建築請負者）
- 曽祖母・石川 ハツ（又次郎の妾、現在の富山県滑川市出身、小泉家の女中）

小泉家の女中だったハツは、又次郎の娘・エシエ（後に芳江に改名）を産んだ後、神輿などを作る宮大工の山口忠蔵と結婚した。
- - 同人夫・山口 忠蔵（宮大工）
- 祖父・純也（1904年 - 1969年、鮫島彌三左衛門・トメの息子、政治家、第18 - 19代防衛庁長官）
- 祖母・芳江（出生名：石川 エシエ、1907年 - 2001年、又次郎・ハツの娘、純也の妻）

芳江の母・ハツが山口忠蔵と結婚した後、又次郎に認知され、小泉家が引き取って育てられた。
- 伯母
  - 道子（1932年 - 2016年8月、純也・芳江の長女、純一郎の長姉）

1955年（昭和30年）に竹本公輔と結婚し、2年後に長女の純子を出産したが、竹本のギャンブル癖が原因で、1961年（昭和36年）に離婚した。竹本に純子の親権に巡り民事裁判を起こされたが、道子側が勝訴した。その後、純子は純也の養女となった。
進次郎の母・佳代子が離婚して小泉家を出た後、道子が兄・孝太郎と進次郎を育てた。進次郎が中学2年生の頃、父・純一郎から実母だと思っていた道子が実は伯母である事を告白され、ショックを受けた。一緒に聞いた孝太郎はこの事実を知っていたが、進次郎には敢えて言わずにいた。
- -     - 同人元夫・竹本 公輔[184]（1928年または1929年生、東京・赤坂生まれ）

疎開先の長野県で旧制中学校を卒業後、慶應義塾大学の工学部に進学し卒業。日産自動車のセールスマンになった。その後、日本電信電話公社に就職した。
道子と離婚に巡り、長女・純子の親権争いで民事裁判を起こしたが結果は敗訴となり、離婚で純子と疎遠になった。離婚後は、窃盗を長年に渡り何度も犯す半生を送った。
- - 隆子（純也・芳江の次女、純一郎の次姉）
    - 同人夫・豊島 格（1930年 - 、通産官僚、元資源エネルギー庁長官）

  - 信子（1938年3月 - 、純也・芳江の三女、純一郎の三姉、政策秘書）
- 父・純一郎（1942年 - 、純也・芳江の長男、政治家、第87 - 89代内閣総理大臣）
- 叔父・正也（1945年3月 - 、純也・芳江の次男、純一郎の弟、私設秘書）
  - 同人妻・美枝子（石田吉之輔の娘、石原典子の従姪[184]）
- 母・佳代子（1956年 - 、宮本輝久・志計子の娘、純一郎の元妻、実業家、宮本アソシエハイツ代表、三井不動産グループ会社元経営コンサルタント）

来歴に記載の通り、両親は幼少期に離婚。小泉は中学2年まで実母や両親の離婚後に生まれた弟・佳長の存在を知らされておらず、その後、弟とは大学生の時に初めて面会したが、実母とは「会ったら母親代わりとして、育ててくれた伯母（道子）を裏切ることになると思った」として断絶状態が続いた。実母と初めて面会したのは2024年（令和6年）のことで、小泉は同年9月に「そんな思いに変化が生まれたきっかけは、私自身が子供を持つ親になったことだ。今年初めて母に会いに行った。詳しくは控えるが、会って良かった」と述べた。
- 兄・孝太郎（1978年 - 、純一郎・佳代子の長男、俳優、タレント、司会者）
- 弟・宮本 佳長（1983年1月 - 、純一郎・佳代子の三男、三井不動産レジデンシャル市場開発部社員[192]）

両親の離婚後に誕生し、母に引き取られたため、母方の宮本姓を名乗っている。
- 従姉・純子（1957年 - 、竹本公輔・道子の長女、純也の養女[184]）

両親の離婚後は母方の小泉家で暮らし、祖父・純也の養女になり、それに伴い姓も竹本姓から小泉姓に改姓した（結婚前まで）。
- - 同人夫・鍋倉 正樹（1954年または1955年 - 2025年、純一郎と進次郎の私設秘書）

純一郎と進次郎の2代にわたって、私設秘書を務めた。

#### 小泉家（自家）
- 妻・滝川 クリステル / 日本名：雅美（1977年 - 、フリーアナウンサー、動物愛護家）
- 長男・道之助（2020年1月 - 、クリステルとの長男）
- 長女（2023年11月 - 、クリステルとの長女）

#### その他先祖・近戚
- 五世祖父
  - 岡崎 文五郎（徳の父）
  - 宮本 茂兵衛（東京府士族）
- 高祖父
  - 宮本 央（1851年 - 没年不明、茂兵衛の次男、書籍商人、金融業者、地主、資産家、政治家）
  - 泰道 勘吉
  - 及部 盛種
- 高祖母・宮本 うた（1856年 - 没年不明、央の妻）
- 高祖叔父・川口 豊吉（うたの弟、合資会社今井商店支配人）
- 曽祖父
  - 鮫島 彌三左衛門（生年不明 - 1915年頃、純也の父）

事業が失敗した後、地元の鰹節工場に勤務。
- - 宮本 安蔵（1892年 - 1923年9月に関東大震災で圧死。央・うたの四男、判事）

1914年、第七高等学校造士館卒業。1917年、東京帝国大学法科大学法律学科卒業。
- - 泰道 照山（1907年 - 1984年、勘吉の三男、実業家、エスエス製薬元会長）
- 曽祖母
  - 鮫島 トメ（彌三左衛門の妻、純也の母）
  - 宮本 千代（1901年 - 没年不明、及部盛種の次女、安蔵の妻）
  - 泰道 とみ（照山の妻）
- 祖父・宮本 輝久（1922年 - 1974年、安蔵・千代の次男、佳代子の父、明治大学商学部卒業、東洋化工社長）
- 祖母・宮本 志計子（泰道照山・とみの長女、輝久の妻、佳代子の母）
- 大叔母・泰道 紀代子（1940年11月 - 、照山・とみの三女、志計子の次妹）
  - 同人夫・数土 直方（1935年 - 、数土寅雄の次男、数土文夫の次兄、照山の元婿養子、経営者、薬学博士、エスエス製薬の元会長・名誉会長）
- 大叔父・泰道 三八（1945年 - 、照山・とみの長男、志計子の弟、実業家、元政治家、エスエス製薬元会長、コスモ信用組合理事長）
- 義弟・滝川 ロラン（1980年4月23日[194] - 、クリステルの弟、ファッションモデル）
  - 同人妻・美優（1987年 - 、ファッションモデル）
- 義従兄弟
  - 目黒 陽子（1975年 - 、クリステルの従姉、フリーアナウンサー、ファイナンシャルプランナー）
  - 滝川 英治（1979年 - 、クリステルの従弟、陽子の弟、俳優）

### 系譜
| 小泉進次郎 | 父: 小泉純一郎 | 祖父: 小泉純也   | 曾祖父: 鮫島彌三左衛門 |
| 小泉進次郎 | 父: 小泉純一郎 | 祖父: 小泉純也   | 曾祖母: 鮫島トメ       |
| 小泉進次郎 | 父: 小泉純一郎 | 祖母: 小泉芳江   | 曾祖父: 小泉又次郎     |
| 小泉進次郎 | 父: 小泉純一郎 | 祖母: 小泉芳江   | 曾祖母: 石川ハツ       |
| 小泉進次郎 | 母: 小泉佳代子 | 祖父: 宮本輝久   | 曾祖父: 宮本安蔵       |
| 小泉進次郎 | 母: 小泉佳代子 | 祖父: 宮本輝久   | 曾祖母: 宮本千代       |
| 小泉進次郎 | 母: 小泉佳代子 | 祖母: 宮本志計子 | 曾祖父: 泰道照山       |
| 小泉進次郎 | 母: 小泉佳代子 | 祖母: 宮本志計子 | 曾祖母: 泰道とみ       |

高祖父
- 小泉由兵衛 - 小泉又次郎の父
- 宮本央 - 宮本安蔵の父

## 評価

### 肯定的
- 竹中平蔵（経済学者）は、「進次郎さんには純一郎さんのDNAがあります。本質をつく議論ができるところなど、お父さんの血を引いているなと感じます」「「解雇規制緩和」「ライドシェア」「選択的夫婦別姓制度」「憲法改正」……。これまで散々国民が議論してきたのに政治の怠慢でなぁなぁにしてきたこと全てに対して「決着」をつける、と。全面的にいろいろな改革を目指しているのを感じます」と肯定的に評価している[195]。2017年に2人は対談し、小泉は「今の日本に欠けている存在は、うちの親父のときにいてくれた竹中先生のような存在」と発言し共通の知人であるジェラルド・カーティスの話題で盛り上がるなど、良好な関係を築いている[196]。

- 三木谷浩史（楽天グループ創業者）は、小泉について、「大企業に限って解雇規制を見直し、希望者には労働時間の上限を緩和する考えを示した。代わりに、リスキリング（学び直し）や再就職支援を企業側に義務付けるといいます。若い人たちは終身雇用に縛られない。雇用の流動化こそ、日本社会の活力となるはずです」と評価している[197]。

- リンダ・グラットン（ロンドン・ビジネス・スクール教授）は、小泉の「人生100年時代」構想を評価し、「70歳、80歳まで働く」ことについては「有権者にとって印象が悪く、政治家は話しづらい」ことであると述べ、「定年後30年間生き続けるという時代になれば、あらゆる国の年金制度がたちゆかなくなるでしょう」として、「世界各国の政府は、年金だけでなく、長く働く時代になるという現実と生涯学習の必要性、この2つをもっと議題に上げなければなりません」と述べている[198]。

- 堀江貴文（実業家・YouTuber）は、「自民党の農林部の会長をずっとやってたんですよね。実は結構詳しいんですよね」「農協をちゃんと改革しないといけない”とか、結構まともなこと言ってるんですよ。ただ、左翼から凄く批判されてますよね、何も分かってないヤツらに。だけどめちゃくちゃ期待できると思いますよ」と述べている[199]。

### 否定的
- 丸山達也（島根県知事）は、小泉が掲げる解雇規制緩和やライドシェア推進について、「世の中が求めている話では、真逆ではないのか」「非正規雇用者の正規化ではなく全員の非正規化としか読めない」「企業経営者には魅力的でも、雇用される側からはとんでもない話だ」とし、父の純一郎政権で派遣労働が拡大されたことを挙げ、「親子2代で雇用を非正規化しようとしている。日本人の一生に安定感を与えないということだ」と述べた。ライドシェア完全自由化についても、「東京に住んでいる人の感覚で全国制度を作ってもらったら困るという典型」と、地方のタクシー会社が潰れて、移動手段を失いかねないと痛烈に批判し、「これを入れ知恵した人の言うことを聞くのは危険だとアドバイスしたい」と締めている[200]。

- 堤未果（ジャーナリスト）は「ウォール街関係者との間でこの郵政民営化が話題に出ると、「小泉総理が郵便局の貯金を差し出し、次に彼の息子が農協の貯金をウォール街に捧げてくれる」などという不吉な言葉が出てきます。350兆円の郵便貯金の次にウォール街が喉が手が出るほど欲しいのは、600兆円とも言われる農協の貯金、そして私たちの老後を支える。130兆円の年金です。小泉進次郎議員が熱心に進める「農協改革（解体）」が完全に民営化路線なのは偶然ではありません。親子二代で貢献しています。」と述べている[201]。

- ビートたけし（お笑い芸人・映画監督）は、小泉が進める備蓄米放出や、今後の農政改革の可能性について、「もう完全に郵政民営化と同じだもん。日本の農業をアメリカに売り渡す、という。お父さんは郵政民営化、こっちは農業民営化」と述べている[202]。

- 菊池英博（経済学者）は、小泉を、アメリカの代弁者であり、掲げる政策は在日米国商工会議所（ACCJ）やアメリカのシンクタンクの方針に沿ったものばかりであるとしている。小泉は、コロンビア大学教授でCIAの情報協力者にも名を連ねているジェラルド・カーチスを筆頭とするジャパンハンドラーに手懐けられており、アメリカの代弁者の尖兵として育成され、ACCJが狙っていた農協マネー380兆円の略奪は、父純一郎が年次改革要望書の指令に沿って郵政民営化を断行し、郵政マネーを略奪しようとした構図と同じであったと解説する[203]。小泉はアメリカの代弁者として利用されているに過ぎず、確固たる思想もなく、ただ入れ知恵された政策を言葉巧みに宣伝することしかできない。入れ知恵がなければ何も語ることができない例として、2019年9月の気候変動サミットで石炭火力発電についての記者からの質問にまともに答えられない醜態を晒した事例があると解説する。そして、かつて、純一郎のワンフレーズポリティクスとショック・ドクトリンに騙され郵政民営化に至った過ちを繰り返してはならないと警鐘を鳴らす[204]。

- 中島岳志（東京工業大学教授）は、小泉の掲げた農林中金解体論は、父純一郎の郵政民営化と重なる点が多くあるとし、その背後にあるのは債務国に転落したアメリカが、海外に貯蓄された富を狙いアメリカに還流させる戦略をとっていることにあり、そこでターゲットとされたのが「ゆうちょマネー」であり、「農協マネー」であると解説している。しかし、農林中金解体論は小泉の認識不足が次々に指摘されることで一気にトーンダウンしていき、具体的な成果をほとんど上げることができずに失敗したと解説している[205]。

- 藤井聡（京都大学大学院教授）は、小泉を「地頭がよくない」「意味不明発言の数々」と酷評しており、ある程度の政治についての情報を持っている層にとっては、小泉の人気自体が存在せず、むしろ、批判や嫌悪の声が大多数を占めており、自民党内部でも頭の悪さへの懸念が少なくないとしている。「総理大臣になんて絶対にさせちゃいけない政治家の代表選手」と呼び、日本を積極的に破壊しようとする勢力の操り人形として利用され、「日本が終わる」ことへの懸念を述べている[206]。さらに、小泉が提言した「厚生年金の106万円の壁」撤廃などは、「低所得者を狙った大増税」であると批判し、その背後には、小泉を「軽い神輿」として利用したい財務省の影が見え隠れすると説明している[207]。

- 真鍋厚（評論家）は、『令和の小泉劇場はすでに始まっているのかも。そして、それは凋落の要因にもなりうる…庶民の困窮を政治利用する「ポピュリズム」の悪しき構図』と銘打ち、農協バッシングに対する警鐘を鳴らしている。様々な要因が複合的に絡み合っているコメ価格高騰に対し、農協に対する「既得権益」批判が急速に高まったことには、人々の民意が、少数のエリートや既得権益層によって侵害されていると主張するポピュリズムを台頭させる危うい傾向が見られ、それは、特定の団体などを既得権益にまみれた抵抗勢力、敵対勢力と認定することによって広い支持を獲得し、その勢いに便乗して自分たちの目的を達成する「上からのポピュリズム」を招く可能性がある。一時の熱狂と目先の利益にとらわれると望ましくない結果に至る可能性があると警鐘を鳴らしている[208]。

- 田淵俊彦（元テレビ東京社員・桜美林大学教授）は、備蓄米放出を巡って、劇場型・ポピュリズム的な政治手法を用いる小泉を無批判に持ち上げるテレビメディアの報道姿勢を批判し、その背後にあるマスコミの「視聴率至上主義」「特権的な意識」「過剰なあおり」「権力への忖度」「横並び主義」「隠蔽体質」といった問題を指摘した。長期的な自民党農政の失敗といった批判的な視点が欠如したまま、「米が安くなった」と短絡的な便宜を全面に押し出し、権力に加担するプロパガンダ的な情報操作を行い、そこには、視聴率と大衆受けだけを狙うワイドショーの体質的問題があるとしている。令和の米騒動の一因には「米が市場から消える！」「買いだめが加速！」「米価が過去最高を更新！」いったセンセーショナルなマスコミ報道があり、その結果、不安を煽られた視聴者がさらなるコメの買いだめに走り、事態をさらに悪化させた。さらに放送免許の更新権限が総務省にあるため、過剰に自民党に忖度した報道が行われている。劇場型政治への加担を避けるため、政治家の発言だけでなく、農家・消費者・学者など異なる立場の意見を取り入れたバランスの取れた報道を行うことが必要だとしている[209]。

- 高橋洋一（元財務官僚・作家）は、父純一郎の任期中に消費増税を行うことが出来なかった財務省が同じ轍を踏まないように進次郎にレクチャーを繰り返しているとし、その証拠として農水相就任直後に「随意契約」という会計用語を使ったことを挙げている。財務省は、反緊縮の高市早苗が麻生太郎を巻き込み党内基盤を固めていることを警戒し、小泉を担ぎ上げているとし、今回の「小泉劇場」の後には、農協改革でなく、増税が待っている可能性を指摘した[210]。

- 内藤陽介（郵便学者）は、備蓄米放出後に小泉をもてはやす一部マスコミの論調に疑問を呈し、本当に小泉の成果であるかということにも疑問を投げかけている。「小泉氏が悪質なのは、木徳神糧という卸業者さんを500%で暴利だみたいなことを言ってますけれども、もともとコメの仲買、卸しの方々は薄利多売であって、利幅が1%しかなかったのが今の市況で一種の特需景気なわけですよ。それで利益が5%に上がったのを500%の暴利だと言って民間企業を叩いているわけですよ。これは、郵政民営化のとき彼の父親の純一郎氏が、とにかく郵政が悪党で民営化に反対する奴は抵抗勢力だと一方的に叩いたのの再来を感じるわけですよ。この“コメ”が出てきてから、減税とか吹っ飛んじゃったでしょ」とも述べている[211]。

- 郷原信郎（元検事・弁護士）は、小泉がコメ価格高騰の対策として開始した備蓄米の随意契約について、「会計法の原則を無視した備蓄米の随契放出で市場価格に介入すること自体が、統制経済的な危険な発想であり、そういう手法を「画期的」であるかのように持ち上げて小泉氏をヒーロー視する風潮は、不安定化した政局における「危うさ」を感じる」と批判する[212]。

- マツコ・デラックス（タレント）は、2012年2月放送の『5時に夢中!』で小泉に対しての印象を聞かれ「血へど吐くほど嫌いです」「何をしてくれたのよ、このガキが！」「大っ嫌いです！」と一蹴した[213][214]。

- 田中真紀子（元政治家・越後交通代表取締役相談役）「（総裁に）この方がなってもらっちゃ困りますけど、個人的には。できるわけない」「現実がわかってないんですよ。ライドシェアくらいはできるかもしれないけど。皆さんの声を聞いて勉強しておられない」と苦言を述べている[215]。

- 中間淳太（アイドル）は、ニュースバラエティ番組『正義のミカタ』で、小泉が財務省や財界、そしてアメリカが望む諸政策（増税・解雇規制緩和・ライドシェア）を、その影響をほぼ何も理解しないまま主張している旨が紹介された際、「他の人に入れられたことをしゃべってるだけやから、もしそうなった場合、めちゃくちゃ怖いなって思います」と危惧を表明した[216]。

- 岩田太郎（ジャーナリスト）は、小泉を「見栄えだけがいい」「中身のない大衆迎合政治家」として、アメリカ大統領選に出馬したカマラ・ハリスと類似点があると指摘している[217]。

- 適菜収（作家）は、小泉の女性関係について、「人妻と不倫。人妻は小さい子供を実家に預けながら逢瀬を繰り返し、夫にバレて離婚。家庭崩壊に追い込んだ揚げ句、進次郎は逃げ切り、滝川クリステルとデキ婚を発表した。さらには、同時期に復興庁の元部下の女性とホテルで密会、さらにメイクアップアーティストの女性を赤坂の議員宿舎に呼びつけていた」と批判している[218]。

## 関連書籍
- 佐藤綾子『小泉進次郎の話す力』幻冬舎、2010年12月。ISBN 978-4344019331。
- 池田信夫『もし小泉進次郎がフリードマンの資本主義と自由を読んだら』日経BP社、2011年11月。ISBN 978-4822248710。
- 別冊宝島編集部『小泉進次郎という男』宝島社、2013年6月。ISBN 978-4800211514。
- 常井健一『小泉進次郎の闘う言葉』文藝春秋、2013年6月。ISBN 978-4166609222。
- 大下英治『総理への宿命 小泉進次郎』徳間書店、2013年9月。ISBN 978-4198636654。
- 常井健一『密着17日 同行取材日記 小泉進次郎と島々を行く』新潮社、2013年10月。※電子書籍配信限定
- 大下英治『小泉純一郎・進次郎秘録』イースト・プレス、2015年6月。ISBN 978-4781650524。
- 向谷匡史『小泉進次郎「先手を取る」極意』青志社、2016年12月。ISBN 978-4865900361。
- 向谷匡史『進次郎メソッド 情熱を感染させる小泉流“魅せる"対話術』双葉社、2017年4月。ISBN 978-4575312454。

## 出演

### 新聞
- 学生新聞